# Schuiteniersbrug
De Schuiteniersbrug is een stalen basculebrug over het Kanaal Leuven-Dijle in Wilsele, een deelgemeente van de stad Leuven. De brug is eigendom van Waterwegen en Zeekanaal en maakt deel uit van de N19c.
De brug bestaat uit een vaste overspanning van 8 m in gewapend beton en een basculebrug van 12 m overspanning. De brug wordt schuin geopend ten opzichte van het kanaal en wordt bediend vanuit de centrale bedieningstoren van Waterwegen en Zeekanaal in Kampenhout. De brug ligt als het ware in de schaduw van het viaduct van Wilsele van de A2/E314 over het kanaal.

## Geschiedenis
Bij het graven van de Leuvense vaart in 1750-1752 werd Wilsele in twee helften opgedeeld. Het duurde tot 3 december 2004, bij de inhuldiging van de nieuwe Schuiteniersbrug, dat Wilsele-Dorp en Wilsele-Putkapel weer met elkaar verbonden werden. Hierdoor kon ook de gevaarlijke afrit 19 Wilsele-Dorp van de A2/E314 worden afgesloten.
De brug vervangt het oude Schuiteniersbruggetje, dat enkel door fietsers en voetgangers kon worden gebruikt en dat enkele meters zuidelijk van de nieuwe brug lag.
De brug vormt de eerste fase in het stadsvernieuwingsproject van Leuven-Noord.